# MS-FINDER
MS-FINDER ist eine Software zur Strukturaufklärung mittels Massenspektrometrie auf Basis des .Net-Frameworks. Hierzu werden Summenformeln von Vorläuferionen von hochauflösenden Massenspektrometern, deren Isotopenverhältnis und Produkt-Ionen vorhergesagt. Auf deren Basis werden alle Isomeren aus Metabolomdatenbanken heruntergeladen, die Tandem-Massenspektrometrie Fragmentierung in silico berechnet und anschließend nach einer Rangliste geordnet, bei der Dissoziationsenergien, Massengenauigkeit, Bindungen und Regeln zur Wasserstoff-Umlagerung berücksichtigt werden. Um die Trefferwahrscheinlichkeit zu steigern kann MS-FINDER auch mit größeren Datenbanken aus hypothetischen Strukturen ergänzt werden, etwa aus Stoffwechselwegen auf Basis von KEGG.

## Rezeption
Im CASMI-Wettbewerb 2016 konnten MS-FINDER 89 % der Molekülformeln korrekt vorhersagen. Bei der Untersuchung von phenolischen Komponenten in Lebensmittelmatrix konnte sowohl MS-FINDER als auch SIRIUS über 90 % korrekt identifizieren. Eine Vorhersage von Isomeren ist nicht möglich.